# A Little Respect
A Little Respect är en låt skriven och inspelad av den brittiska synthpop-duon Erasure, som släpptes 1988 och blev då deras tionde singelsläpp. Låten var den tredje singeln i Europa (och deras andra i Amerika) från albumet The Innocents.
Ihågkommen som en av deras  signaturlåtar, har "A Little Respect" fortsatt Erasures framgång på den  brittiska singellistan, där den klättrade till en fjärdeplats och därmed bandets femte låt i Topp 10. Den var också Erasures andra konsekutiva Topp 20-hit på Billboard Hot 100-listan, där den nådde upp till plats 14, och tog sig till en andraplacering på USA:s Hot Dance Club Songs-lista. I Storbritannien följde remixer på låten av Mark Saunders och Phil Legg, medan den i Amerika remixades av Justin Strauss.
Lågen är skriven av band-medlemmarna Vince Clarke och Andy Bell, och den tunga synth-instrumenteringen accentueras av akustisk gitarr och Bells falsett-röst i refrängen. Texten är en kraftfull vädjan till en älskare att visa omtanke och respekt.
En akustisk version av "A Little Respect" finns med på EP:n Moon & the Sky Plus i Storbritannien. En ny remix av låten gjordes 2006 av Jaded Alliance till samlingen Future Retro, och återigen 2009 av Avantara till albumet Pop! Remixed och av Wayne G & Andy Allder till deras EP Phantom Bride.
Erasure nysläppte låten tillsammans med nya remixer i december 2010 för digital nedladdning och lät pengarna gå till välgörenhet. Intäkterna från singeln går till Hetrick-Martin Institute, boendet för Harvey Milk High School i New York, och True Colors-fonden. Kallad "HMI Redux", innehåller den sångstämmor från Hetrick-Martin Institutes ungdomskör. Flera ungdomar från HMI medverkade sedan i musikvideon till "HMI Redux". Videon hade premiär via Huffington Post, och producerades av Laundry Service Media med regi från Jason Stein och delades av Perez Hilton.

## Låtlista

### 7-tums EP (MUTE85)
1. "A Little Respect"
2. "Like Zsa Zsa Zsa Gabor"

### Maxisingel (12MUTE85)
1. "A Little Respect" (Extended Mix)
2. "Like Zsa Zsa Zsa Gabor" (Mark Freegard Mix)
3. "Love Is Colder Than Death"

### Maxisingel (begränsad utgåva) (L12MUTE85)
1. "A Little Respect" (Big Train Mix)
2. "Like Zsa Zsa Zsa Gabor" (Rico Conning Mix)
3. "Love Is Colder Than Death"

### CD-singel (CDMUTE85)
1. "A Little Respect"
2. "A Little Respect" (Extended Mix)
3. "Like Zsa Zsa Zsa Gabor" (Rico Conning Mix)
4. "Love Is Colder Than Death"

### Amerikansk maxisingel (Sire 21059-0)
1. "A Little Respect" (12″ Vocal)
2. "A Little Respect" (12″ House Mix)
3. "A Little Respect" (Extended Mix)
4. "A Little Respect" (Big Train Mix)
5. "Like Zsa Zsa Gabor" (Rico Conning Mix)

### Amerikansk kassettband-singel (Sire 927738-4)
1. "A Little Respect"
2. "Like Zsa Zsa Gabor"

## Listplaceringar
| Lista (1988)                         | Topp- placering |
| ------------------------------------ | --------------- |
| Kanadensiska singellistan            | 42              |
| tyska singellistan                   | 34              |
| Irländska singellistan               | 7               |
| Nyzeeländska singellistan            | 24              |
| Singaporianska singellistan          | 6               |
| Schweiziska singellistan             | 28              |
| Polska singellistan                  | 14              |
| Japanska singellistan                | 19              |
| Brittiska singellistan               | 4               |
| USA:s Billboard Hot 100              | 14              |
| USA:s Billboard Hot Dance Club Songs | 2               |

## Andra versioner

### Wheatus version
Det amerikanska bandet Wheatus släppte en version av A Little Respect 2001 som andra singel från deras debutalbum. Singeln toppade som nummer tre på listan i Storbritannien, medan den kom till nittondeplats i Österrike och nummer 41 i Nya Zeeland.

## Kritikermottagande
Ayhan Sahin från musiktidningen Billboard hyllade den i sin recension, och menade att deras tolkning var "överraskande polerad, och vördade de brittiska synth-popparna Andy Bell och Vince Clark." Han fortsätter med att tala om hur låtens uppbyggnad hölls "intakt, liksom den supercatchiga refrängen, med akustisk och elektrisk gitarr spelandes ikapp istället för originalets elektroniska 80-tals-beat."

## Musikvideo
Musikvideon regisserades av The Malloys och hade premiär i juli 2001. I den medverkade skådespelarna Shawn Hatosy och Brittany Murphy.

## Listplaceringar (versionen av Wheatus)
| Lista (2001)              | Topp- placering |
| ------------------------- | --------------- |
| Österrikiska singellistan | 19              |
| Flanderska singellistan   | 44              |
| Irländska singellistan    | 5               |
| Italienska singellistan   | 34              |
| Nyzeeländska singellistan | 41              |
| Schweiziska singellistan  | 84              |
| Brittiska singellistan    | 3               |

## Audio Playgrounds version
År 2009 släppte den kanadensiska dansmusik-gruppen Audio Playground en coverversion av låten under titeln "(A Little) Respect". Den nådde som högst plats 77 på Canadian Hot 100-listan.

## Spårlista
The Radio Collection - EP
1. "(A Little) Respect" [Rhythm Radio Edit] (3:16)
2. "(A Little) Respect [Vocal Electro Radio Edit] (3:05)
3. "(A Little) Respect [Ballad Version] (3:43)

Maxisingel - CD
1. "(A Little) Respect" (Rhythm Radio Edit) (3:16)
2. "(A Little) Respect (Mike Rizzo Funk Generation Radio Edit)" (3:15)
3. "(A Little) Respect (Vocal Electro Radio Edit)" (3:05)
4. "(A Little) Respect (Carlos Berrios Afterdark Radio)" (3:21)
5. "(A Little) Respect (Party Mix Radio Edit)" (3:24)
6. "(A Little) Respect (Rhythm Extended Mix)" (5:00)
7. "(A Little) Respect (Mike Rizzo Funk Generation Club Mix) (5:35)
8. "(A Little) Respect (Vocal Electro Mix Extended)" (5:37)
9. "(A Little) Respect (Carlos Berrios Afterdark Mix)" (4:15)
10. "(A Little) Respect (Party Extended Mix)" (4:50)
11. "(A Little) Respect (L7K Electro Dub Mix)" (7:07)
12. "(A Little) Respect (Anders Urban Slice Mix)" (3:39)
13. "(A Little) Respect (Ballad Version)" (3:43)

## Listplaceringar (Audio Playgrounds version)
| Lista (2009)              | Topp- placering |
| ------------------------- | --------------- |
| Kanada (Canadian Hot 100) | 77              |

## Andra coverversioner
- 1992 gjorde Abba-coverbandet Bjorn Again en cover på låten, och nådde plats #25 på den brittiska singellistan.
- 1998 spelade det portugisiska bandet Silence 4 in en version av låten  till sitt album Silence Becomes It.
- 1999 släppte det argentinska rockbandet Attaque 77 en indierock-version av "A Little Respect" med spansk översättning på albumet  Otras Canciones.
- 2000 släppte Wheatus låten på sitt debutalbum Wheatus.
- 2011 sjöng Kim Wilde in en cover på låten till sitt album Snapshots.
- 2011 släppte CoLD SToRAGE en chiptune-cover av låten.
- 2013 spelade Anna Meredith in en cover av låten till sin andra EP från Moshi Moshi, Jet Black Raider, där med låttiteln ALR.
- 2014 släppte Juice Vocal Ensemble ett arrangemang av låten på deras andra album, Laid Bare: Love Songs.

## Populärkultur
- I ett avsnitt av Scrubs, "My Best Friend's Mistake," upprepas låten genomgående, och liknas vid "ett virus" som sprids.
- I långfilmen D.E.B.S. från 2004 mimar Lucy Diamond till denna låten.
- Låten spelas i en scen på nattklubb i HBO:s TV-serie Looking.
- Den 14 december 2014 uppträdde Neil Francis med en impromptu-version tunnelbanestationen Kentish Town i London; och videoinspelningen  spreds viralt med miljontals visningar på Facebook.[6]